# Station Pomiłowo
Station Pomiłowo was een spoorwegstation in de Poolse plaats Pomiłowo.